# Hanny Michaelisbrug
De Hanny Michaelisbrug (brug 405) is een vaste brug in Amsterdam-Zuid.
De brug is een van de vier bruggen die in het wegennet De Kom omsluiten. De brug ligt over het Noorder Amstelkanaal, waarvan de zuidoever Mozartkade heet. Hij verbindt de Stadionweg met de Hobbemakade. De brug is rond 1927 gebouwd naar een ontwerp van Piet Kramer, werkend bij de Dienst der Publieke Werken. Kramer hanteerde de van hem bekende stijl van de Amsterdamse School met een mengeling van baksteen en graniet (en hier ook stalen liggers). Die stijl is eveneens terug te vinden in de smeedijzeren brugleuningen als ook de granieten brugpijlers. Bovendien gebruikt het hij het bijpassende lettertype voor de jaarstenen (anno 1927) en de aanduiding van NAP.
De brug werd net zoals zijn oostelijke buurman Brug 406 aangelegd in het Plan-Zuid van Hendrik Petrus Berlage. 
Rondom de brug zijn enkele beelden van Hildo Krop te bewonderen, waaronder een faun met gitaar en een faun met trekharmonica. Ook zijn er beelden van slangen, een man en een vrouw. Krop maakte ze uit graniet.
Tot 2016 stond de brug officieus te boek als de ‘Mozartbrug’, net als de nabij liggende Mozartkade vernoemd naar de componist Wolfgang Amadeus Mozart. In juli 2016 wilde de gemeente af van officieuze benamingen en liet de bevolking kiezen tussen de officieuze naam officieel maken, een verzoek tot nieuwe vernoeming insturen dan wel de brug anoniem door het leven te laten gaan. Er werd toen voor de laatste optie gekozen. In juli 2022 is de brug officieel vernoemd naar dichteres Hanny Michaelis. Op 19 december 2022 volgde de naamplaat.

## Afbeeldingen

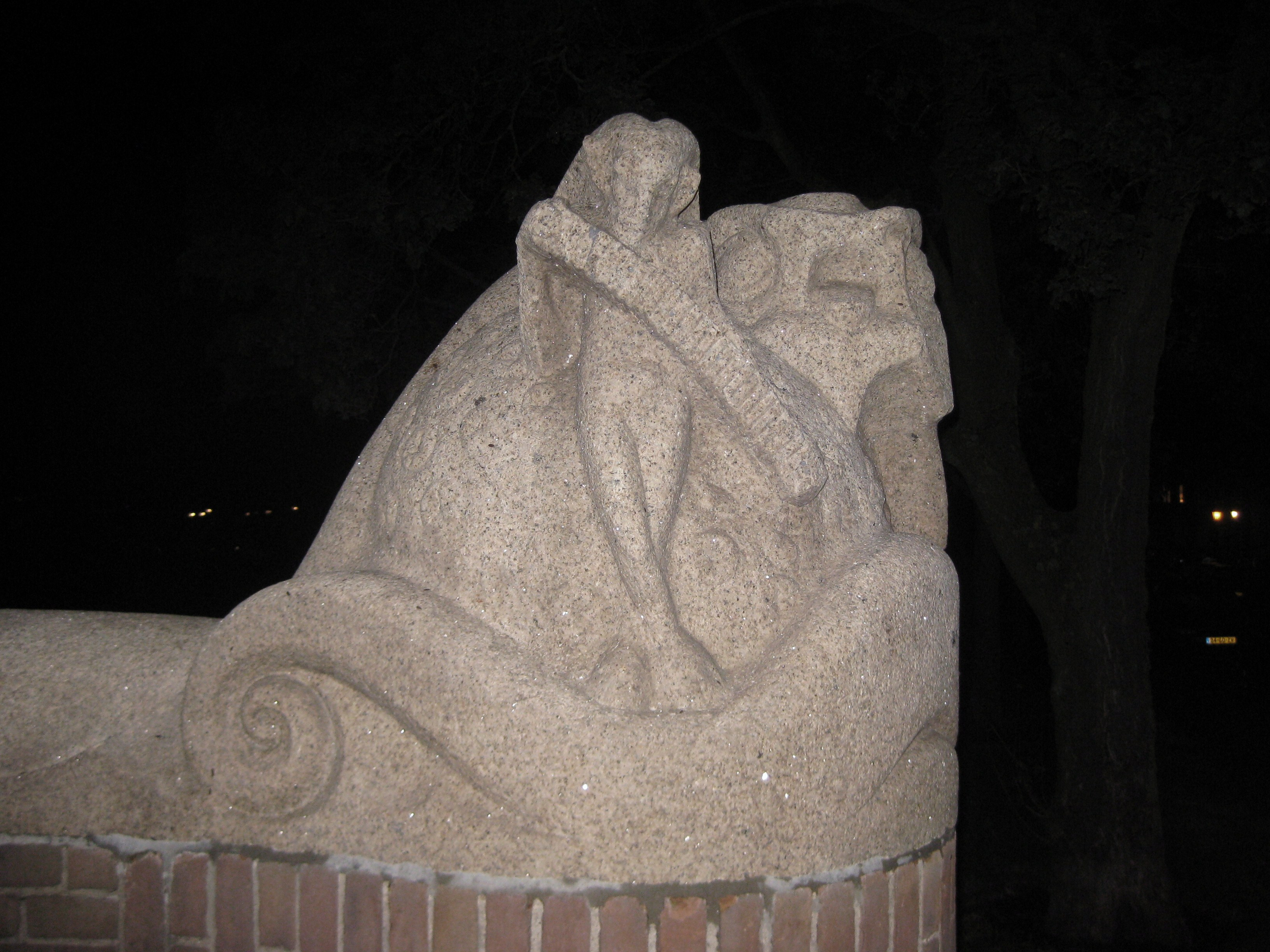
Faun met trekharmonica (oktober 2012)
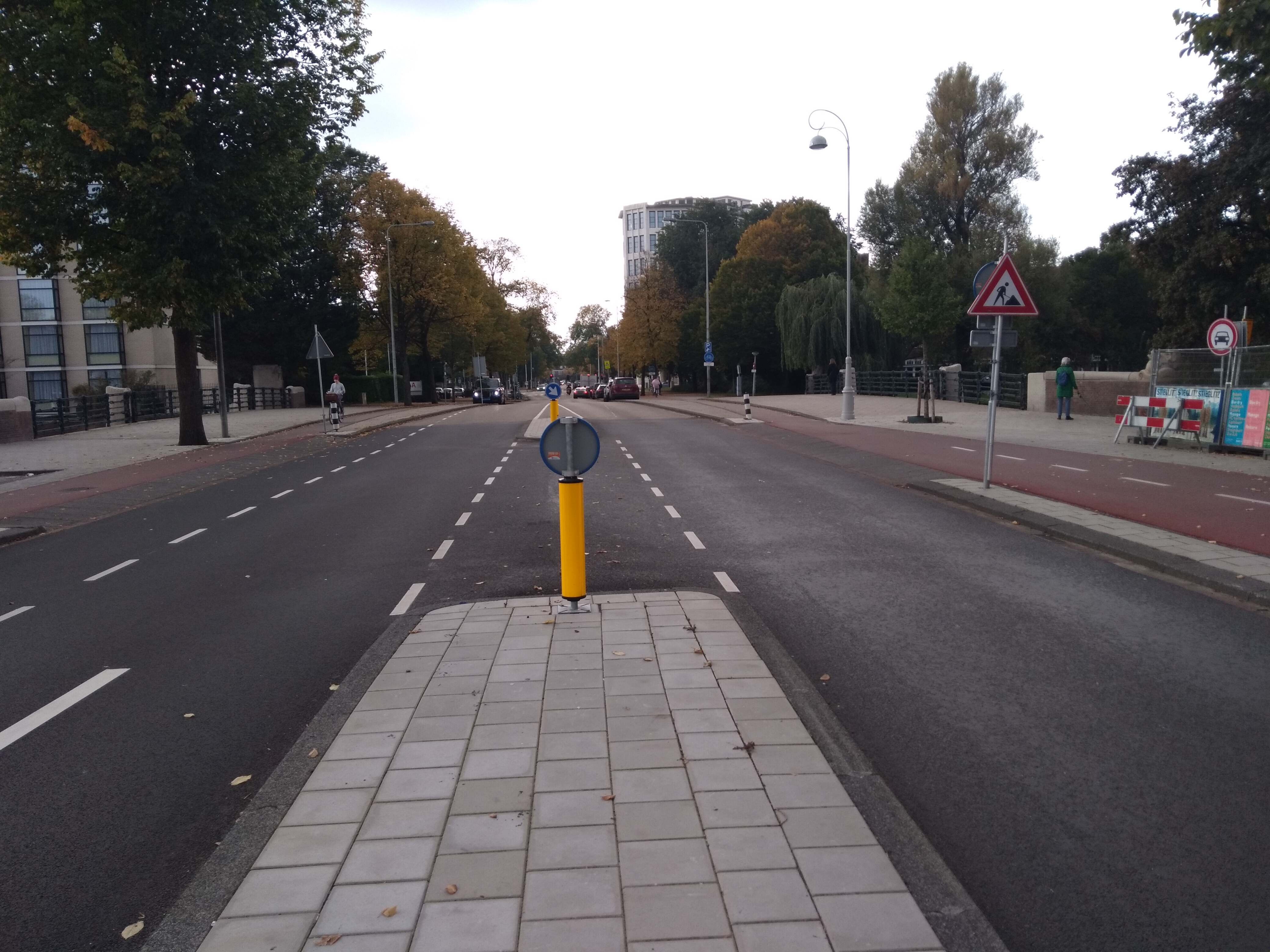
Overzicht Brug 405 richting Apollo House (oktober 2020)
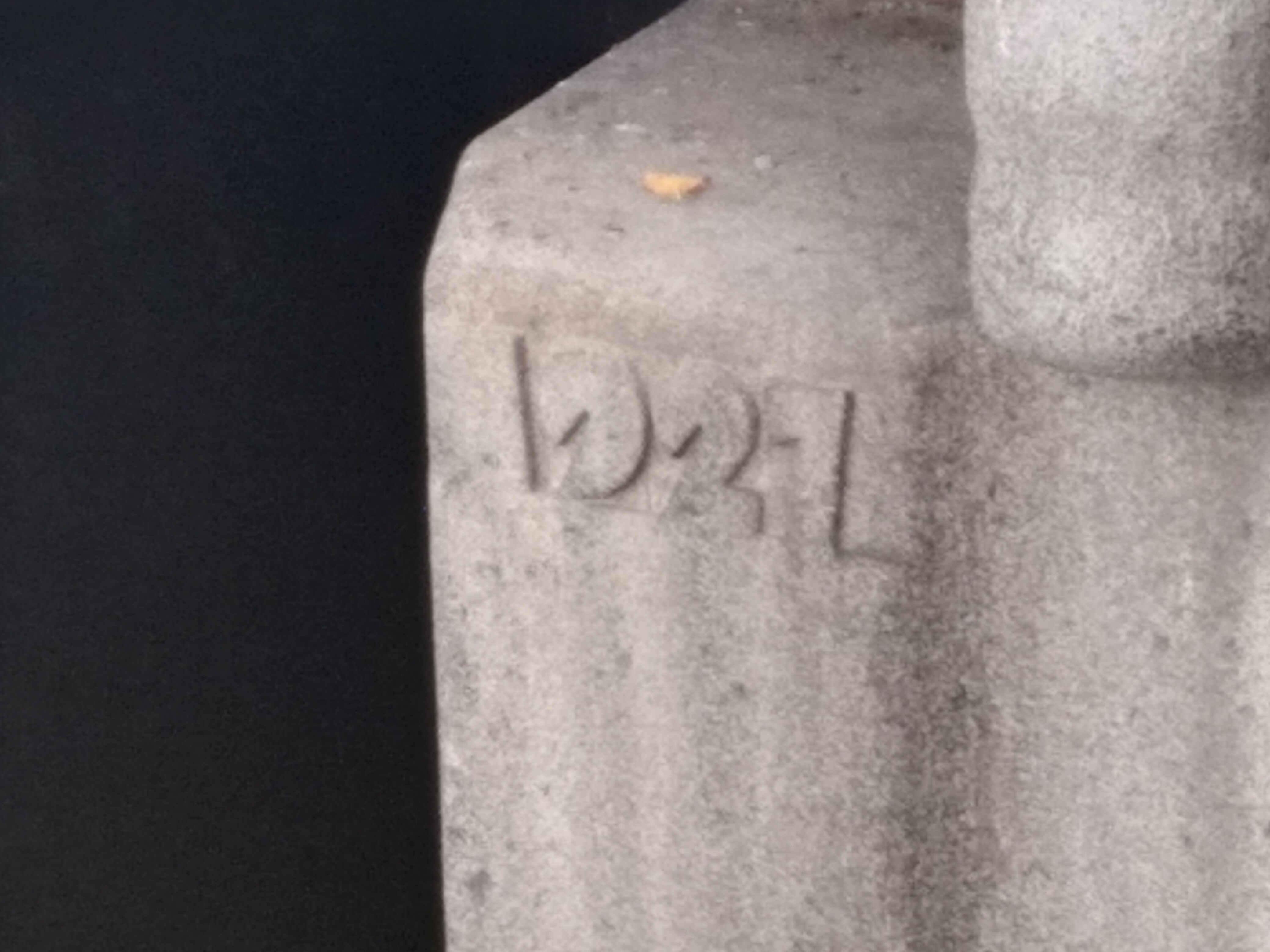
Jaarsteen 1927 (oktober 2020)
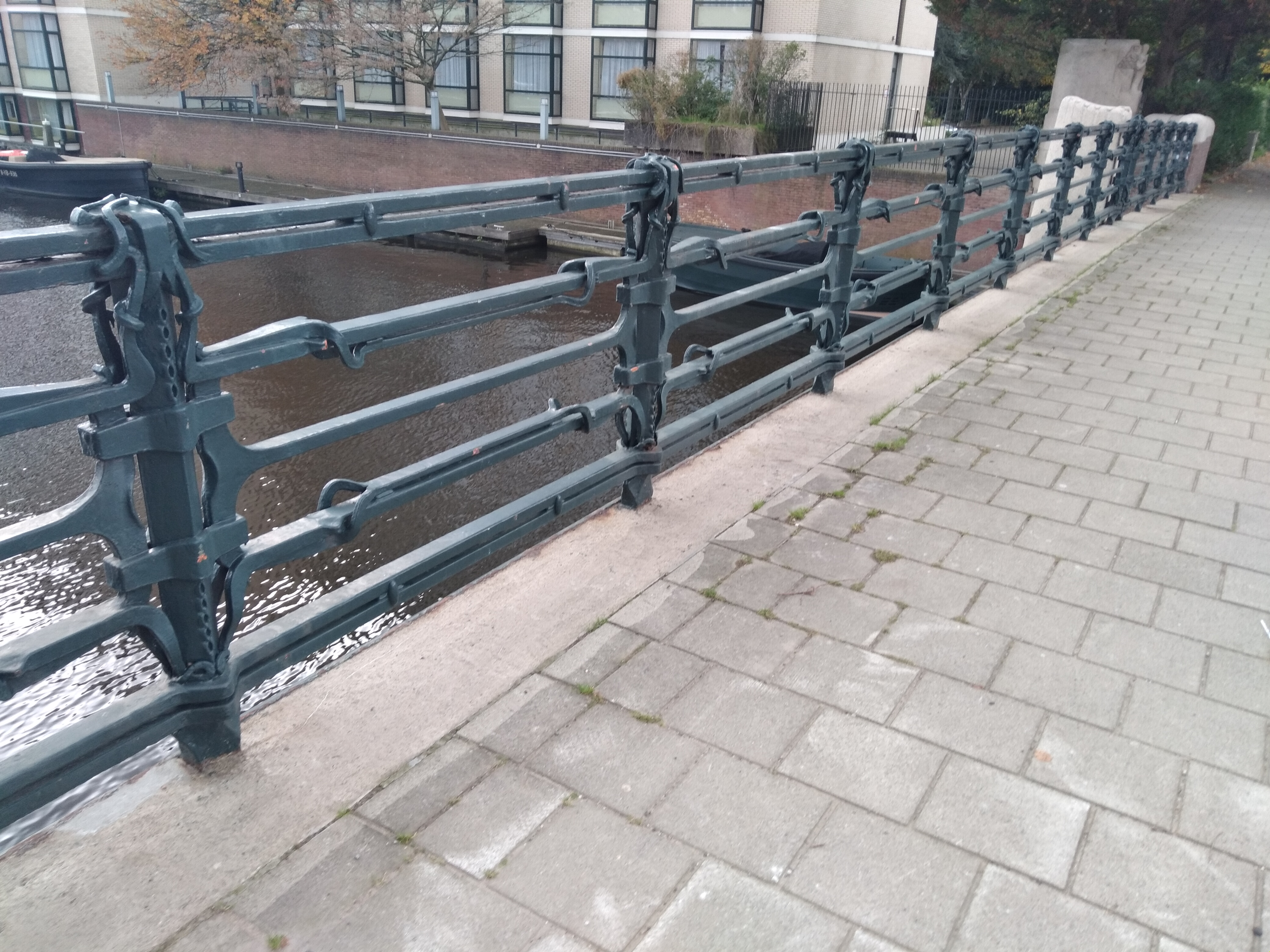
Leuning (oktober 2020)
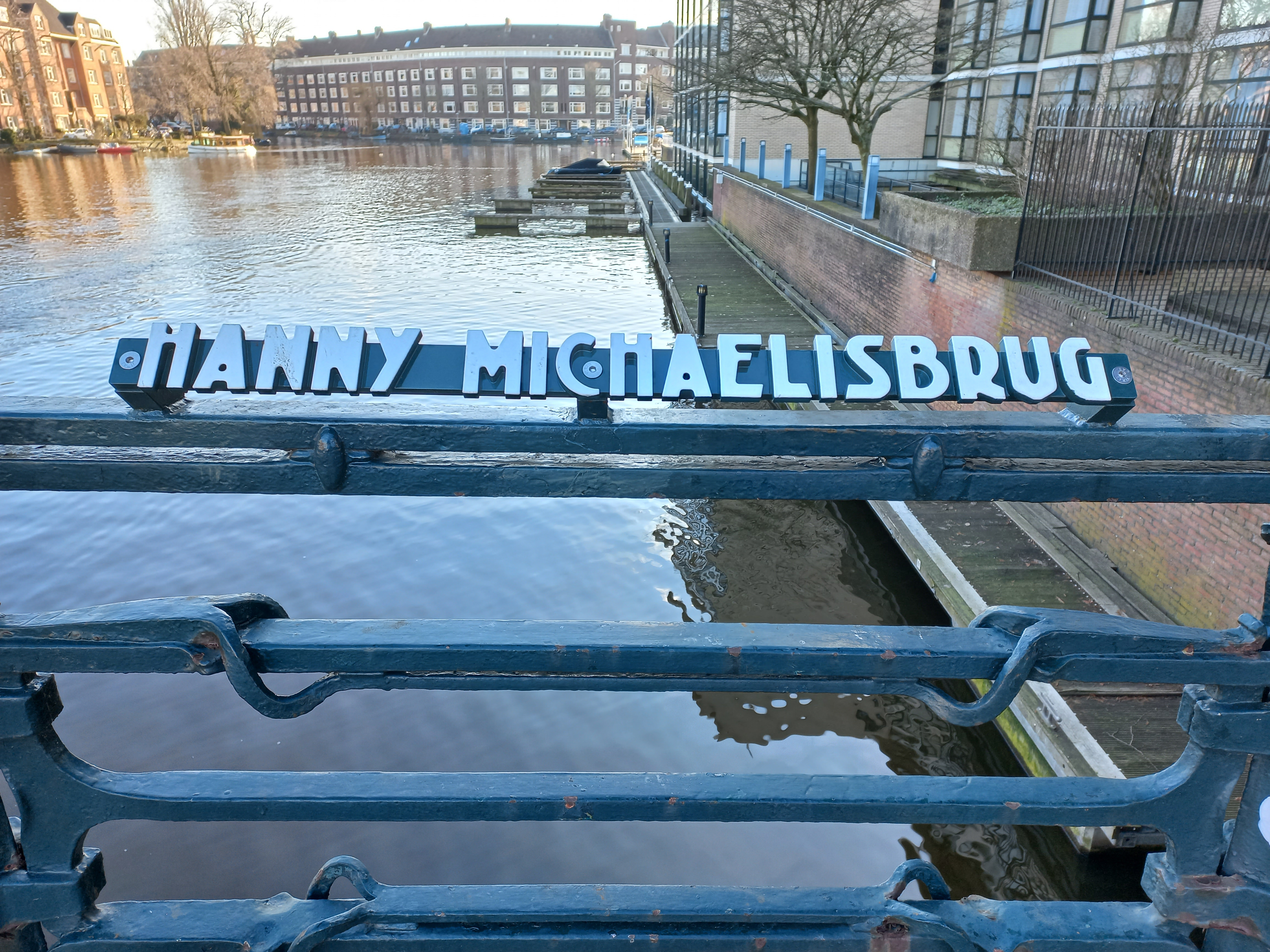
Naamplaat (januari 2023)

<<< · 400 · 401 · 402 · 403 · 404 · 405 · 406 · 407 · 408 · 409 · 410 · 411 · 413 · 414 · 415 · 416 · 417 · 418 · 419 · 420 · 421 · 422 · 423 · 424 · 425 · 427 · 429 · 430 · 431 · 432 · 433 · 434 · 435 · 436 · 437 · 438 · 439 · 440 · 441 · 442 · 443 · 444 · 445 · 446 · 447 · 448 · 449 · 450 · 451 · 452 · 453 · 454 · 455 · 456 · 457 · 458 · 459 · 460 · 461 · 462 · 463 · 464 · 465 · 466 · 469 · 470 · 471 · 472 · 473 · 474 · 475 · 476 · 478 · 479 · 480 · 482 · 483 · 485 · 486 · 487 · 488 · 489 · 490 · 491 · 492 · 493 · 494 · 495 · 496 · 497 · 499 · >>>
Brugnummers 412, 426, 428, 467, 468, 477, 481, 484 en 498 zijn niet (meer) vergeven.